# دمیترو کراوچنکو
دمیترو کراوچنکو (اوکراینی: Дмитро Андрійович Кравченко؛ زادهٔ ۲۵ فوریهٔ ۱۹۹۵) بازیکن فوتبال اهل اوکراین است.
از باشگاه‌هایی که در آن بازی کرده‌است می‌توان به باشگاه فوتبال فورسکلا پولتاوا اشاره کرد.
وی همچنین در تیم‌های ملی فوتبال Ukraine national under-18 football team, Ukraine national under-19 football team، و زیر ۲۰ سال اوکراین بازی کرده‌است.